# Lino Gutierrez
Lino Gutiérrez (La Habana, 26 de marzo de 1951–Alexandria, 3 de mayo de 2025) fue un diplomático estadounidense.
Gutiérrez se desempeñó como embajador de Estados Unidos en Argentina desde septiembre de 2003 hasta julio de 2006. Fue sucedido por Earl Anthony Wayne. Gutiérrez trabajó como director ejecutivo de la Fundación Una Chapman Cox y como profesor adjunto en la Escuela de Asuntos Internacionales Elliott de la Universidad George Washington en Washington D. C., y en la Escuela de Educación de la Universidad Johns Hopkins.

## Primeros años y educación
Gutiérrez nació en La Habana, Cuba, donde vivió hasta que su familia huyó del régimen de Fidel Castro en 1961. Vivieron en Cali, Colombia, durante 14 meses antes de trasladarse de forma permanente a Estados Unidos. Gutiérrez asistió a la Universidad de Miami y a la Universidad de Alabama, donde obtuvo una licenciatura en Ciencia Política (1972) y una maestría en Estudios Latinoamericanos (1976). Fue profesor de Estudios Sociales en el sistema escolar del Condado de Miami-Dade y en la Urban League de Miami, Florida, antes de ingresar al servicio diplomático.

## Carrera en el servicio exterior
Gutiérrez ingresó al Servicio Exterior de los Estados Unidos en 1977 y sirvió en América Latina, Europa y en el Departamento de Estado de los Estados Unidos. Se desempeñó como asesor de asuntos internacionales en el National War College (2002), subsecretario adjunto principal para Asuntos del Hemisferio Occidental en el Departamento de Estado (1999–2001), secretario asistente interino para Asuntos del Hemisferio Occidental (2001–2002), y embajador de Estados Unidos en Nicaragua (1996–1999).
Durante su gestión como embajador en Argentina, Estados Unidos y Argentina firmaron acuerdos sobre cooperación antiterrorista, antinarcóticos y de seguridad de contenedores. En 2005, Gutiérrez recibió al presidente George W. Bush en Argentina durante la Cumbre de las Américas. Como secretario asistente interino para Asuntos del Hemisferio Occidental, lideró la Oficina de Asuntos del Hemisferio Occidental el 11 de septiembre de 2001 y los días posteriores. Acompañó al secretario de Estado Colin Powell a Lima, Perú, para la firma de la Carta Democrática Interamericana, y regresó con la comitiva a Estados Unidos el mismo 11 de septiembre. Durante su gestión en Nicaragua, Gutiérrez coordinó los esfuerzos de ayuda de Estados Unidos tras el paso del Huracán Mitch en octubre de 1998.
Gutiérrez también se desempeñó en Santo Domingo, Lisboa, Puerto Príncipe, Granada, París y Nasáu. En Washington D. C., trabajó como encargado de asuntos de Nicaragua, encargado de asuntos de Portugal y director de la Oficina de Planificación de Políticas, Coordinación y Prensa de la Oficina de Asuntos Interamericanos.
Gutiérrez recibió el Premio de Honor Distinguido del Departamento de Estado de los Estados Unidos, el Premio de Honor Superior (dos veces) y el Premio de Honor Meritorio (tres veces).

## Actividades extradiplomáticas
En 2007, Gutiérrez se convirtió en director ejecutivo de Gutierrez Global LLC, una firma consultora especializada en asesoría estratégica para empresas interesadas en invertir en América Latina y Europa. Entre 2007 y 2009, fue asesor principal del secretario de Comercio Carlos Gutiérrez en temas relacionados con la transición en Cuba y América Latina.
En diciembre de 2010, fue nombrado director ejecutivo de la Fundación Una Chapman Cox, dedicada a fortalecer el servicio exterior profesional estadounidense.
Gutiérrez también fue profesor adjunto en la Universidad Johns Hopkins y la Universidad George Washington, y formó parte del consejo del Instituto para el Estudio de la Diplomacia de la Universidad de Georgetown. El secretario de Estado John Kerry lo designó miembro de la Junta de Quejas del Servicio Exterior en 2016.

## Fallecimiento
Gutiérrez falleció en Alexandria (Virginia) el 3 de mayo de 2025, a los 74 años. Le sobreviven su esposa, Miriam Messina, de Santo Domingo, sus tres hijas y seis nietos.